# Poecilopachys australasia
Poecilopachys australasia là một loài nhện trong họ Araneidae.
Loài này thuộc chi Poecilopachys. Poecilopachys australasia được miêu tả năm 1833 bởi Griffith & Pidgeon.

## Hình ảnh

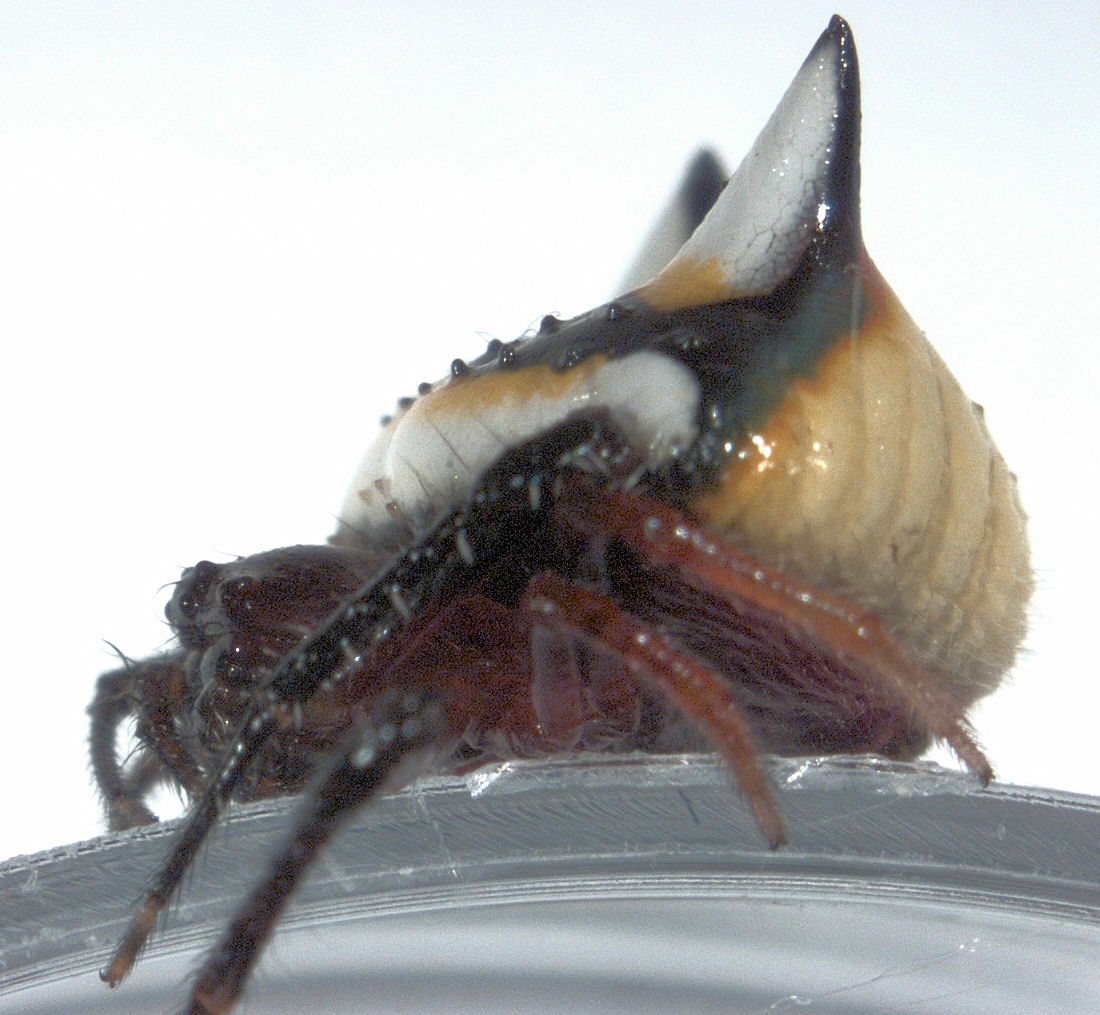
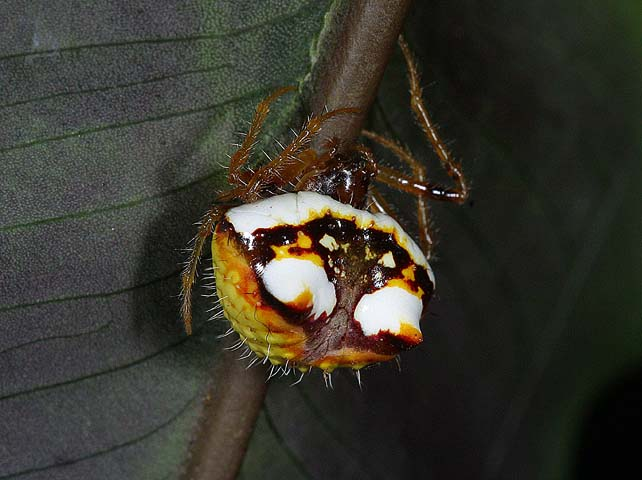
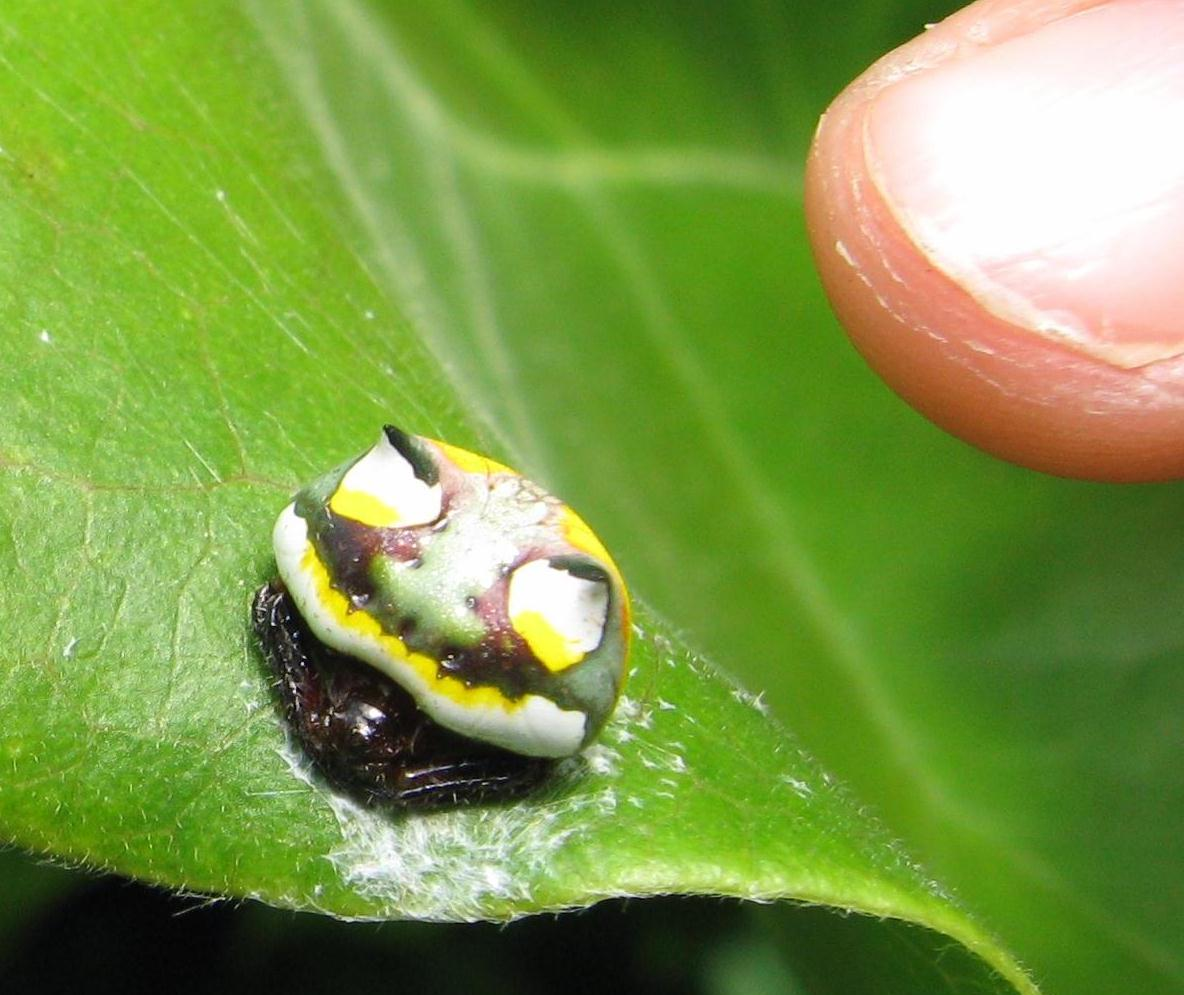